# Pro Tools
Pro Tools je hudební software určený pro nahrávání, editaci a zpracování zvuku. Může být používán jako nástroj pro produkci hudby (dělání beatů, psaní písní, nahrávání hlasů a hudebních nástrojů) nebo jako nástroj pro zpracování zvuku pro filmy a počítačové hry.
Pro Tools byl vytvořen společností Avid Audio pro Microsoft Windows a MacOS.

## Verze
Od roku 2022 je vydáván ve čtyřech verzích; tři jsou na bázi předplatného a jedna je zdarma.

### Pro Tools Intro
Bezplatná verze pro začátečníky a nadšence. Má základní nástroje pro vytváření hudby s omezením do 8 zvukových stop a 36 pluginů pro efekty a hudební nástroje.

### Pro Tools Artist
Pokročilejší verze. Nabízí většinu nástrojů z profesionální verze a umožňuje dělat hudbu v profesionální kvalitě, připravenou k případnému zveřejnění na nejpopulárnějších streamovacích platformách. Nabízí možnost využít až 32 zvukových stop. Předplatné na měsíc stojí $9,99, předplatné na rok je $99.

### Pro Tools Studio
Plná sada nástrojů a pluginů odpovídající standardům hudebního průmyslu pro profesionály, kteří potřebují profesionální hudební produkci. Mimo jiné je dostupných až 512 zvukových stop a možnost mixovaní prostorového zvuku včetně technologii Dolby Atmos. Předplatné na měsíc stojí $29,99, předplatné na rok je $299.

### Pro Tools Ultimate
Nejpokročilejší verze, která se hodí pro nahrávací studia a pro zpracování a postprodukci zvuku pro filmy a počítačové hry. Předplatné na měsíc stojí $99, předplatné na rok je $599.
|                                | Pro Tools Intro            | Pro Tools Artist              | Pro Tools Studio                                 | Pro Tools Ultimate                               |
| ------------------------------ | -------------------------- | ----------------------------- | ------------------------------------------------ | ------------------------------------------------ |
| Zahrnuté pluginy               | Intro balíček (36 pluginů) | Artist balíček (100+ pluginů) | Kompletní balíček pluginů                        | Kompletní balíček pluginů                        |
| Zvukové stopy                  | 8                          | 32                            | 512                                              | 2048                                             |
| Nástrojové stopy               | 8                          | 32                            | 512                                              | 512                                              |
| MIDI stopy                     | 8                          | 64                            | 1024                                             | 1024                                             |
| Pomocné stopy/směrovací složky | 4/4                        | 32/32                         | 128/128                                          | 1024/1024                                        |
| VCA stopy                      | —                          | —                             | 128                                              | 128                                              |
| Master tracks                  | 1                          | 1                             | 64                                               | 512                                              |
| Video stopy                    | —                          | —                             | 1                                                | 64                                               |
| Vícekanálový zvuk              | Stereo                     | Stereo                        | Stereo, prostorový zvuk, Dolby Atmos, Ambisonics | Stereo, prostorový zvuk, Dolby Atmos, Ambisonics |

## Systémové požadavky[8]

### Mac
- macOS Catalina 10.15.7 — Monterey 12.5.1
- M1 nebo Intel® Core 2 Duo procesor (doporučeno i5 nebo rychlejší)
- 16 GB RAM (doporučeno 32 GB nebo více)

### Windows
- Windows 10, 11
- Pro Tools Intro — 64-bit Intel® Core procesor
- Pro Tools Artist & Studio — Intel® Core i5 procesor
- Pro Tools Ultimate — Intel® Core i9 or Intel® Xeon procesor
- 16 GB RAM (doporučeno 32 GB nebo více)